# Nikkō

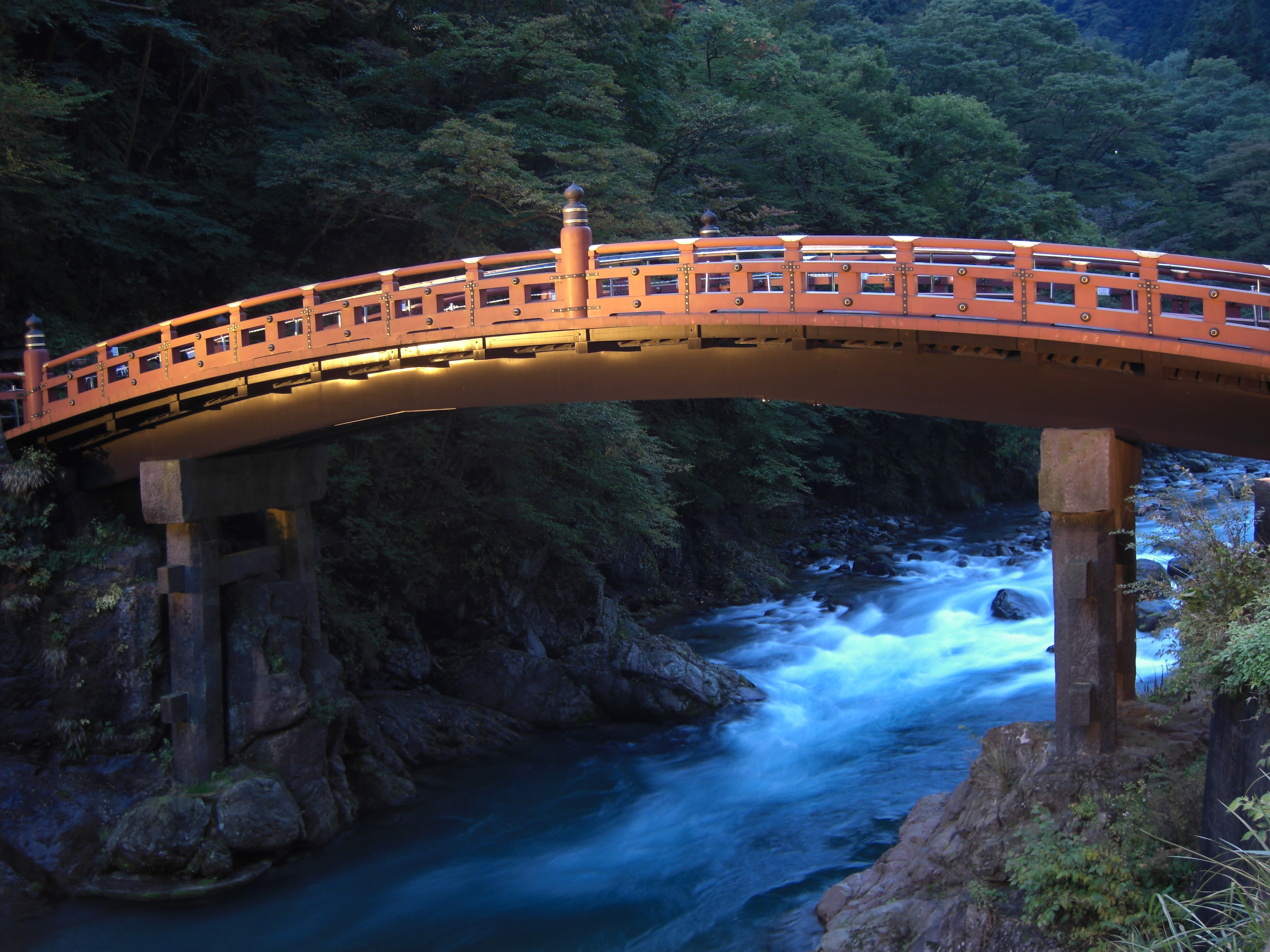
Podul Shinkyo

Nikkō (日光市 Nikkō-shi?) este un municipiu din Japonia, prefectura Tochigi.